# Renato Panay
Luis Renato Panay Pérez (4 de noviembre de 1922 - desconocido) conocido como Renato Panay fue un entrenador chileno de fútbol.

## Trayectoria

### Clubes
Panay tuvo una prolífica carrera en Sudamérica y Panamá. En Ecuador dirigió al Emelec tres veces: 1948, 1954, 1956. En 1948 dirigió al equipo en el Campeonato Sudamericano de Campeones. En 1956 ganó el Campeonato de Fútbol del Guayas al frente de una recordada escuadra que más tarde fue apodada Ballet Azul.
En Chile tuvo dos pasos con Rangers de Talca en 1957 y 1960.
En Bolivia entrenó a San José (1959, 1969–70), Jorge Wilstermann (1960–61), y Aurora (1963–64). Junto con San José consiguió el Campeonato Nacional Integrado de 1959. Con Aurora ganó la Primera División boliviana de 1963.
En Venezuela dirigió al Zulia convirtiéndose en el primer técnico chileno en el fútbol venezolano.

### Selección nacional
En 1961 dirigió a la selección de Bolivia en las eliminatorias para la Copa Mundial de la FIFA 1962 frente a Uruguay con un empate 1-1 en La Paz y una derrota 1-2 en Montevideo. Un mes antes se había incorporado al club brasileño América-RJ, pero apenas se quedó dos días.
En la década de 1970 emigró a Panamá y entrenó a la selección nacional, convirtiéndose en uno de los cinco chilenos que la han dirigido junto a Óscar Rendoll Gómez (1946–47/1951–52), Óscar Suman (1949), Néstor Valdés (1969–70) y Hugo Tassara (1972-1973). Dirigió al equipo en su primera eliminatoria para la Copa Mundial de la FIFA de 1978. En el campeonato debutó con un triunfo 3-2 frente a Costa Rica en el Estadio Revolución el 4 de abril de 1976. Previamente había dirigido a la selección nacional tanto en el Torneo Preolímpico de 1972 y los Juegos Centroamericanos y del Caribe de 1974 con escuadras amateur.

## Clubes
| Club                           | País      | Año       |
| ------------------------------ | --------- | --------- |
| Emelec                         | Ecuador   | 1948      |
| Emelec                         | Ecuador   | 1954      |
| Emelec                         | Ecuador   | 1956      |
| Rangers                        | Chile     | 1957      |
| San José                       | Bolivia   | 1959      |
| Rangers                        | Chile     | 1960      |
| Jorge Wilstermann              | Bolivia   | 1960-1961 |
| América-RJ                     | Brasil    | 1961      |
| Selección de fútbol de Bolivia | Bolivia   | 1961      |
| Aurora                         | Bolivia   | 1963-1964 |
| Zulia F. C.                    | Venezuela | 1968      |
| San José                       | Bolivia   | 1969-1970 |
| Selección de fútbol de Panamá  | Panamá    | 1976-1977 |

## Vida personal
Después de entrenar equipos profesionales, trabajó para la academia de fútbol de la Asociación de Fútbol Profesional de El Oro en Ecuador en la década de 1980.
Hizo su hogar y murió en Panamá. 